# بخورية
البخورية أو البورسيرية (الاسم العلمي: Burseraceae) هي فصيلة من النباتات تتبع رتبة الصابونيات من طائفة ثنائيات الفلقة.

## أجناس
- البورسيراوية
  - اللبان
  - البورسيرة
  - البلسان